# Grammosolen
Grammosolen  es un género de plantas con flores perteneciente a la subfamilia Nicotianoideae, incluida en la familia de las solanáceas (Solanaceae). Comprende dos especies nativas de Australia.

## Taxonomía
El género fue descrito por Nicholas Edward Brown y publicado en Telopea 2: 178. 1981. La especie tipo es: Grammosolen dixonii
Etimología
Grammosolen: nombre genérico  

## Especies aceptadas
A continuación se brinda un listado de las especies del género Grammosolen aceptadas hasta julio de 2015, ordenadas alfabéticamente. Para cada una se indica el nombre binomial seguido del autor, abreviado según las convenciones y usos.	
- Grammosolen dixonii
- Grammosolen truncatus